# Galactic Civilizations III
Galactic Civilizations III est un jeu vidéo de type 4X développé et édité par Stardock en 2015 sur Windows.

## Accueil
- Gamekult : 8/10[1]
- GameSpot : 8/10[2]
- IGN : 8,6/10[3]
- PC Gamer US : 87 %[4]